# アンドレイ・ジェハノフ
アンドレイ（アレクセイ）・イリイチ・ジェハノフ（ロシア語: Андрей (Алексей) Ильич Жеханов, ラテン文字転写: Andrei (Aleksei) Il'ich Zhekhanov, 1884年 - 1924年4月28日〈または5月5日〉）は、ロシアの革命家・政治家。

## 生涯

### 前半生
1884年、ロシア帝国ニジニ・ノヴゴロド県ニジニ・ノヴゴロドに生まれた。1897年から鉱山、ニジニ・ノヴゴロドの倉庫、コヴロフとサンクトペテルブルクの鉄道で働き、1905年にロシア社会民主労働党に入党した頃はモスクワで事務員や運転手として働いていた。同年12月には革命運動によって逮捕されてニジニ・ノヴゴロドに追放され、翌1906年にも逮捕され1か月間投獄された。同年から1908年までは従軍したが、三度逮捕されオリョール県へ追放された。翌1909年と1910年にも逮捕されている。
1914年から1917年までは再度従軍し上級下士官に就いたが、壊血病によりペトログラードへ送還された。同年5月27日にボリシェヴィキとなり、ペトログラード市連隊委員会議長やヴァシレフスキー・オストロフ地区革命委メンバーを務め、10月25日の冬宮襲撃にも参加した。翌1918年にはフィンランドの作戦参謀部で働き負傷した。1919年1月1日にはニジニ・ノヴゴロド県ボゴロツク郷執行委労働委員、3月28日からは同委労働保護部部長に就いた。8月18日までは赤軍東部戦線第249狙撃連隊で活動し、負傷した。

### ニジニ・ノヴゴロドでの活動
復員後は12月24日まで党パヴロヴォ郡 (ru) 委煽動・宣伝部部長、同日から翌1920年11月17日まで責任書記、同月8日から翌1921年2月24日までニジニ・ノヴゴロド県委組織・指導部部長、同年4月18日から6月21日までヴォスクレセンスコエ郡 (ru) 委責任書記、同月29日から翌7月23日までヴィクサ郡 (ru) 委責任書記、翌8月21日からはニジニ・ノヴゴロド郡委人員粛清委議長を歴任した。同時期の1920年から1921年11月24日までニジニ・ノヴゴロド市ソビエトの、1920年2月17日から7月6日までパヴロヴォ郡執行委の、10月20日から11月8日まで党ニジニ・ノヴゴロド県監査委の、同日から翌1921年2月23日と6月14日から8月21日まで党県委局の、4月27日から12月10日までヴォスクレセンスコエ郡PB幹部会のメンバーを、6月14日から県労農消費者団体連合理事会メンバー候補を務めた。第3回から第7回までの県ソビエト大会と第9回から第13回までの県党会議にも出席した。

### 後半生
1921年9月には党中央委キルギス自治社会主義ソビエト共和国人員粛清委メンバーに就き、翌1922年4月から9月まではバシキール州委責任書記を、11月から翌1923年3月16日まではツァリーツィン県 (ru) 委組織・指導部部長を、同日からは責任書記を務めた。
その他、第11回党全ロシア会議と第2回・第3回 (ru)・第7回・第8回 (ru)・第11回の全ロシア・ソビエト大会、第12回党大会、第4回全ロシア労組大会にも出席し、1924年1月29日には全ロシア中央執行委の、2月2日にはソビエト連邦中央執行委のメンバー候補ともなった。しかし、党ツァリーツィン県委責任書記在職中の1924年4月28日（または5月5日）にモスクワで自殺した。